# Championnat du monde de motocross 2017
Navigation
Édition précédente Édition suivante
Le championnat du monde de moto-cross 2017 compte 19 Grand Prix dans les catégories MXGP et MX2 (compétitions masculines), organisé par la Fédération Internationale de Motocyclisme (FIM).

## Grands Prix de la saison 2017

### MXGP et MX2
Calendrier et classement du championnat du monde masculin par épreuves et par catégories.
| Manche | Date              | Grand Prix                        | Lieu              | Classe | Course 1          | Course 2           | Vainqueur du Grand Prix |
| ------ | ----------------- | --------------------------------- | ----------------- | ------ | ----------------- | ------------------ | ----------------------- |
| 1      | 25 février 2017   | Grand prix du Qatar               | Lusail            | MXGP   | Antonio Cairoli   | Antonio Cairoli    | Antonio Cairoli         |
| 1      | 25 février 2017   | Grand prix du Qatar               | Lusail            | MX2    | Pauls Jonass      | Pauls Jonass       | Pauls Jonass            |
| 2      | 5 mars 2017       | Grand prix d'Indonésie            | Pangkal Pinang    | MXGP   | Shaun Simpson     | Course annulée     | Shaun Simpson           |
| 2      | 5 mars 2017       | Grand prix d'Indonésie            | Pangkal Pinang    | MX2    | Jeremy Seewer     | Samuele Bernardini | Jeremy Seewer           |
| 3      | 19 mars 2017      | Grand prix d'Argentine            | Neuquén           | MXGP   | Tim Gajser        | Tim Gajser         | Tim Gajser              |
| 3      | 19 mars 2017      | Grand prix d'Argentine            | Neuquén           | MX2    | Pauls Jonass      | Pauls Jonass       | Pauls Jonass            |
| 4      | 2 avril 2017      | Grand prix du Mexique             | León              | MXGP   | Tim Gajser        | Tim Gajser         | Tim Gajser              |
| 4      | 2 avril 2017      | Grand prix du Mexique             | León              | MX2    | Jeremy Seewer     | Thomas Covington   | Thomas Covington        |
| 5      | 16 avril 2017     | Grand prix du Trentin             | Pietramurata      | MXGP   | Antonio Cairoli   | Tim Gajser         | Antonio Cairoli         |
| 5      | 16 avril 2017     | Grand prix du Trentin             | Pietramurata      | MX2    | Pauls Jonass      | Jorge Prado        | Jorge Prado             |
| 6      | 23 avril 2017     | Grand prix d'Europe               | Valkenswaard      | MXGP   | Gautier Paulin    | Antonio Cairoli    | Gautier Paulin          |
| 6      | 23 avril 2017     | Grand prix d'Europe               | Valkenswaard      | MX2    | Pauls Jonass      | Pauls Jonass       | Pauls Jonass            |
| 7      | 7 mai 2017        | Grand prix de Lettonie            | Kegums            | MXGP   | Jeffrey Herlings  | Jeffrey Herlings   | Jeffrey Herlings        |
| 7      | 7 mai 2017        | Grand prix de Lettonie            | Kegums            | MX2    | Thomas Kjer Olsen | Pauls Jonass       | Thomas Kjer Olsen       |
| 8      | 21 mai 2017       | Grand prix d'Allemagne            | Teutschenthal     | MXGP   | Jeffrey Herlings  | Antonio Cairoli    | Antonio Cairoli         |
| 8      | 21 mai 2017       | Grand prix d'Allemagne            | Teutschenthal     | MX2    | Jeremy Seewer     | Thomas Covington   | Jeremy Seewer           |
| 9      | 28 mai 2017       | Grand prix de France              | Ernée             | MXGP   | Maximilian Nagl   | Clément Desalle    | Clément Desalle         |
| 9      | 28 mai 2017       | Grand prix de France              | Ernée             | MX2    | Pauls Jonass      | Benoit Paturel     | Pauls Jonass            |
| 10     | 11 juin 2017      | Grand prix de Russie              | Orlyonok          | MXGP   | Jeffrey Herlings  | Clément Desalle    | Clément Desalle         |
| 10     | 11 juin 2017      | Grand prix de Russie              | Orlyonok          | MX2    | Thomas Kjer Olsen | Jeremy Seewer      | Pauls Jonass            |
| 11     | 25 juin 2017      | Grand prix d'Italie               | Maggiora          | MXGP   | Antonio Cairoli   | Antonio Cairoli    | Antonio Cairoli         |
| 11     | 25 juin 2017      | Grand prix d'Italie               | Maggiora          | MX2    | Jeremy Seewer     | Pauls Jonass       | Jeremy Seewer           |
| 12     | 2 juillet 2017    | Grand prix du Portugal            | Agueda            | MXGP   | Jeffrey Herlings  | Antonio Cairoli    | Antonio Cairoli         |
| 12     | 2 juillet 2017    | Grand prix du Portugal            | Agueda            | MX2    | Pauls Jonass      | Jeremy Seewer      | Jeremy Seewer           |
| 13     | 23 juillet 2017   | Grand prix de République Tchèque  | Loket             | MXGP   | Tim Gajser        | Antonio Cairoli    | Antonio Cairoli         |
| 13     | 23 juillet 2017   | Grand prix de République Tchèque  | Loket             | MX2    | Thomas Covington  | Pauls Jonass       | Pauls Jonass            |
| 14     | 6 août 2017       | Grand prix de Belgique            | Lommel            | MXGP   | Jeffrey Herlings  | Jeffrey Herlings   | Jeffrey Herlings        |
| 14     | 6 août 2017       | Grand prix de Belgique            | Lommel            | MX2    | Pauls Jonass      | Jorge Prado        | Jorge Prado             |
| 15     | 13 août 2017      | Grand prix de Suisse              | Frauenfeld        | MXGP   | Arnaud Tonus      | Jeffrey Herlings   | Jeffrey Herlings        |
| 15     | 13 août 2017      | Grand prix de Suisse              | Frauenfeld        | MX2    | Jeremy Seewer     | Benoit Paturel     | Benoit Paturel          |
| 16     | 20 août 2017      | Grand prix de Suède               | Uddevalla         | MXGP   | Tim Gajser        | Romain Febvre      | Tim Gajser              |
| 16     | 20 août 2017      | Grand prix de Suède               | Uddevalla         | MX2    | Jorge Prado       | Thomas Covington   | Jeremy Seewer           |
| 17     | 3 septembre 2017  | Grand prix des États-Unis         | Jacksonville      | MXGP   | Eli Tomac         | Jeffrey Herlings   | Jeffrey Herlings        |
| 17     | 3 septembre 2017  | Grand prix des États-Unis         | Jacksonville      | MX2    | RJ Hampshire      | RJ Hampshire       | RJ Hampshire            |
| 18     | 10 septembre 2017 | Grand prix des Pays-Bas           | Assen             | MXGP   | Jeffrey Herlings  | Jeffrey Herlings   | Jeffrey Herlings        |
| 18     | 10 septembre 2017 | Grand prix des Pays-Bas           | Assen             | MX2    | Pauls Jonass      | Jorge Prado        | Jorge Prado             |
| 19     | 17 septembre 2017 | Grand prix du pays de Montbéliard | Villars-sous-Écot | MXGP   | Tim Gajser        | Jeffrey Herlings   | Jeffrey Herlings        |
| 19     | 17 septembre 2017 | Grand prix du pays de Montbéliard | Villars-sous-Écot | MX2    | Thomas Covington  | Hunter Lawrence    | Thomas Covington        |

### WMX
Calendrier et classements du championnat du monde féminin par épreuves.
| Manche | Date              | Grand Prix                        | Lieu              | Course 1         | Course 2            | Vainqueur du Grand Prix |
| ------ | ----------------- | --------------------------------- | ----------------- | ---------------- | ------------------- | ----------------------- |
| 1      | 5 mars 2017       | Grand prix d'Indonésie            | Pangkal Pinang    | Nancy Van De Ven | Courtney Duncan     | Courtney Duncan         |
| 2      | 16 avril 2017     | Grand prix du Trentin             | Pietramurata      | Kiara Fontanesi  | Livia Lancelot      | Kiara Fontanesi         |
| 3      | 28 mai 2017       | Grand prix de France              | Ernée             | Livia Lancelot   | Courtney Duncan     | Livia Lancelot          |
| 4      | 23 juillet 2017   | Grand prix de République Tchèque  | Loket             | Courtney Duncan  | Amandine Verstappen | Courtney Duncan         |
| 5      | 10 septembre 2017 | Grand prix des Pays-Bas           | Assen             | Nancy Van De Ven | Nancy Van De Ven    | Nancy Van De Ven        |
| 6      | 17 septembre 2017 | Grand prix du pays de Montbéliard | Villars-sous-Écot | Kiara Fontanesi  | Courtney Duncan     | Kiara Fontanesi         |

## Classement des pilotes

### MXGP
Classement du championnat du monde de motocross en catégorie MXGP.
| Pos. | Pilote              | Pays            | Constructeur | Nbre de Victoires | Nbre de Podiums | Points |
| ---- | ------------------- | --------------- | ------------ | ----------------- | --------------- | ------ |
| 1    | Antonio Cairoli     | Italie          | KTM          | 6                 | 12              | 722    |
| 2    | Jeffrey Herlings    | Pays-Bas        | KTM          | 6                 | 11              | 672    |
| 3    | Gautier Paulin      | France          | Husqvarna    | 1                 | 7               | 602    |
| 4    | Clément Desalle     | Belgique        | Kawasaki     | 2                 | 5               | 544    |
| 5    | Tim Gajser          | Slovénie        | Honda        | 3                 | 7               | 530    |
| 6    | Romain Febvre       | France          | Yamaha       | 0                 | 2               | 519    |
| 7    | Jeremy van Horebeek | Belgique        | Yamaha       | 0                 | 2               | 443    |
| 8    | Maximilian Nagl     | Allemagne       | Husqvarna    | 0                 | 0               | 439    |
| 9    | Max Anstie          | Grande-Bretagne | Husqvarna    | 0                 | 3               | 436    |
| 10   | Glenn Coldenhoff    | Pays-Bas        | KTM          | 0                 | 2               | 424    |
| 11   | Evgeny Bobryshev    | Russie          | Honda        | 0                 | 2               | 397    |
| 12   | Arnaud Tonus        | Suisse          | Yamaha       | 0                 | 1               | 355    |
| 13   | Arminas Jasikonis   | Lituanie        | Suzuki       | 0                 | 1               | 283    |
| 14   | Kevin Strijbos      | Belgique        | Suzuki       | 0                 | 0               | 223    |
| 15   | Tanel Leok          | Estonie         | Husqvarna    | 0                 | 0               | 223    |

### MX2
Classement du championnat du monde de motocross en catégorie MX2.
| Pos. | Pilote             | Pays            | Constructeur | Nbre de Victoires | Nbre de Podiums | Points |
| ---- | ------------------ | --------------- | ------------ | ----------------- | --------------- | ------ |
| 1    | Pauls Jonass       | Lettonie        | KTM          | 6                 | 15              | 771    |
| 2    | Jeremy Seewer      | Suisse          | Suzuki       | 5                 | 13              | 732    |
| 3    | Thomas Kjer Olsen  | Danemark        | Husqvarna    | 1                 | 1               | 579    |
| 4    | Thomas Covington   | États-Unis      | Husqvarna    | 2                 | 6               | 532    |
| 5    | Benoit Paturel     | France          | Yamaha       | 1                 | 3               | 504    |
| 6    | Julien Lieber      | Belgique        | KTM          | 0                 | 5               | 490    |
| 7    | Jorge Prado Garcia | Espagne         | KTM          | 3                 | 5               | 460    |
| 8    | Brian Bogers       | Pays-Bas        | KTM          | 0                 | 1               | 407    |
| 9    | Hunter Lawrence    | Australie       | Suzuki       | 0                 | 3               | 395    |
| 10   | Brent van Doninck  | Belgique        | Yamaha       | 0                 | 1               | 309    |
| 11   | Darian Sanayei     | États-Unis      | Kawasaki     | 0                 | 0               | 280    |
| 12   | Michele Cervellin  | Italie          | Honda        | 0                 | 0               | 263    |
| 13   | Calvin Vlaanderen  | Pays-Bas        | KTM          | 0                 | 1               | 261    |
| 14   | Alvin Östlund      | Suède           | Yamaha       | 0                 | 0               | 242    |
| 15   | Ben Watson         | Grande-Bretagne | KTM          | 0                 | 0               | 228    |